# Negritothripa hampsoni
Negritothripa hampsoni är en fjärilsart som beskrevs av Alfred Ernest Wileman 1911. Negritothripa hampsoni ingår i släktet Negritothripa och familjen trågspinnare. Inga underarter finns listade i Catalogue of Life.